# Domrīādān
Domrīādān (persiska: دُمرو بادان, دِهميردان, دِه مَردو, دُم روباه دان, Domrū Bādān, Dom Reydān, دم ریدان, دمريادان, دمروباه دان) är en ort i Iran.   Den ligger i provinsen Bushehr, i den centrala delen av landet, 800 km söder om huvudstaden Teheran. Domrīādān ligger 50 meter över havet och antalet invånare är 202.
Terrängen runt Domrīādān är kuperad österut, men västerut är den platt. Runt Domrīādān är det glesbefolkat, med 15 invånare per kvadratkilometer. Närmaste större samhälle är Ahram, 4,6 km norr om Domrīādān. Omgivningarna runt Domrīādān är i huvudsak ett öppet busklandskap.